# س. برايان روز
س. برايان روز (بالإنجليزية: C. Brian Rose)‏ هو عالم آثار أمريكي، ولد في 8 أغسطس 1956.